# Cinco lobitos

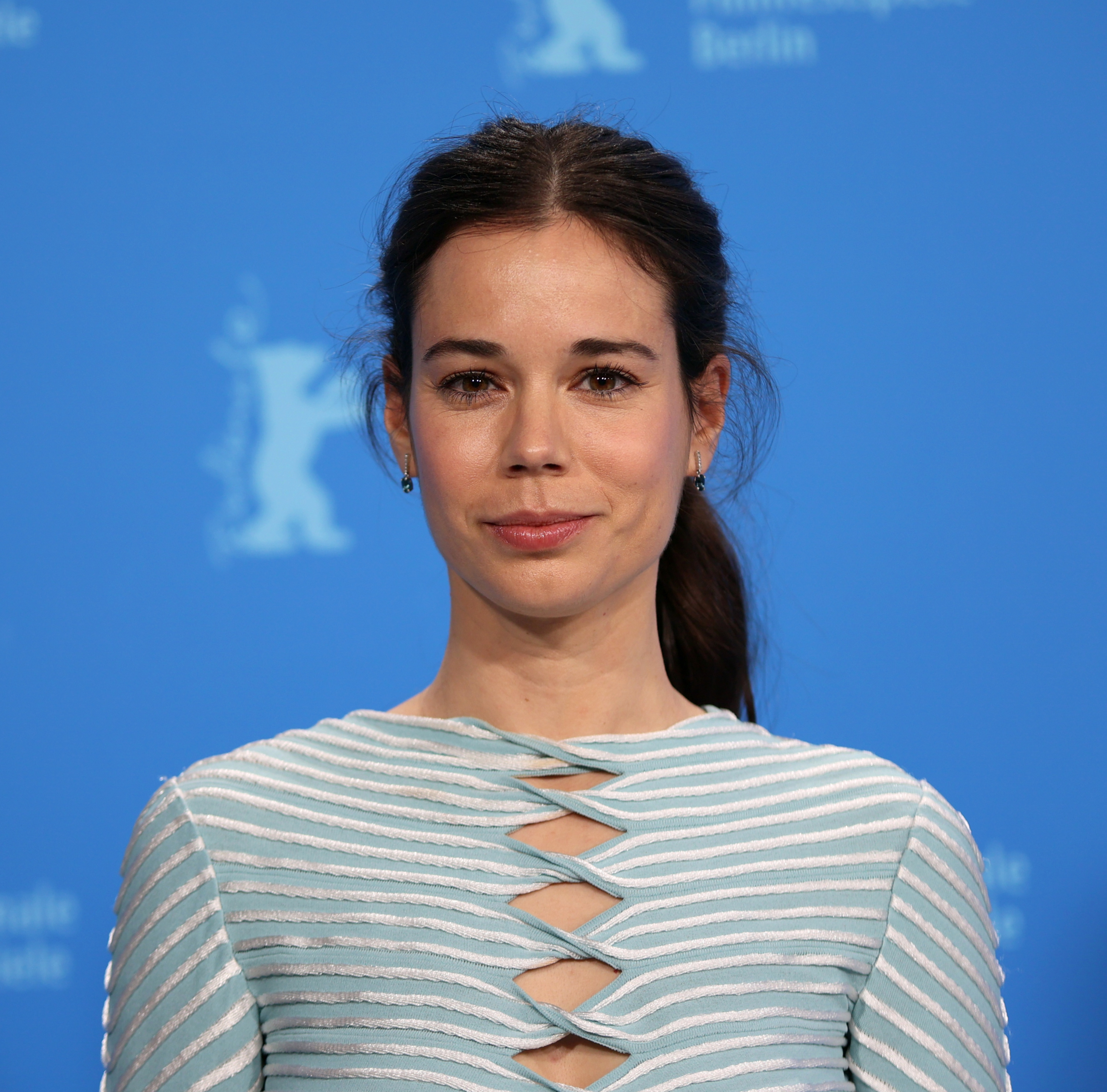
Laia Costa en la Berlinale 2022

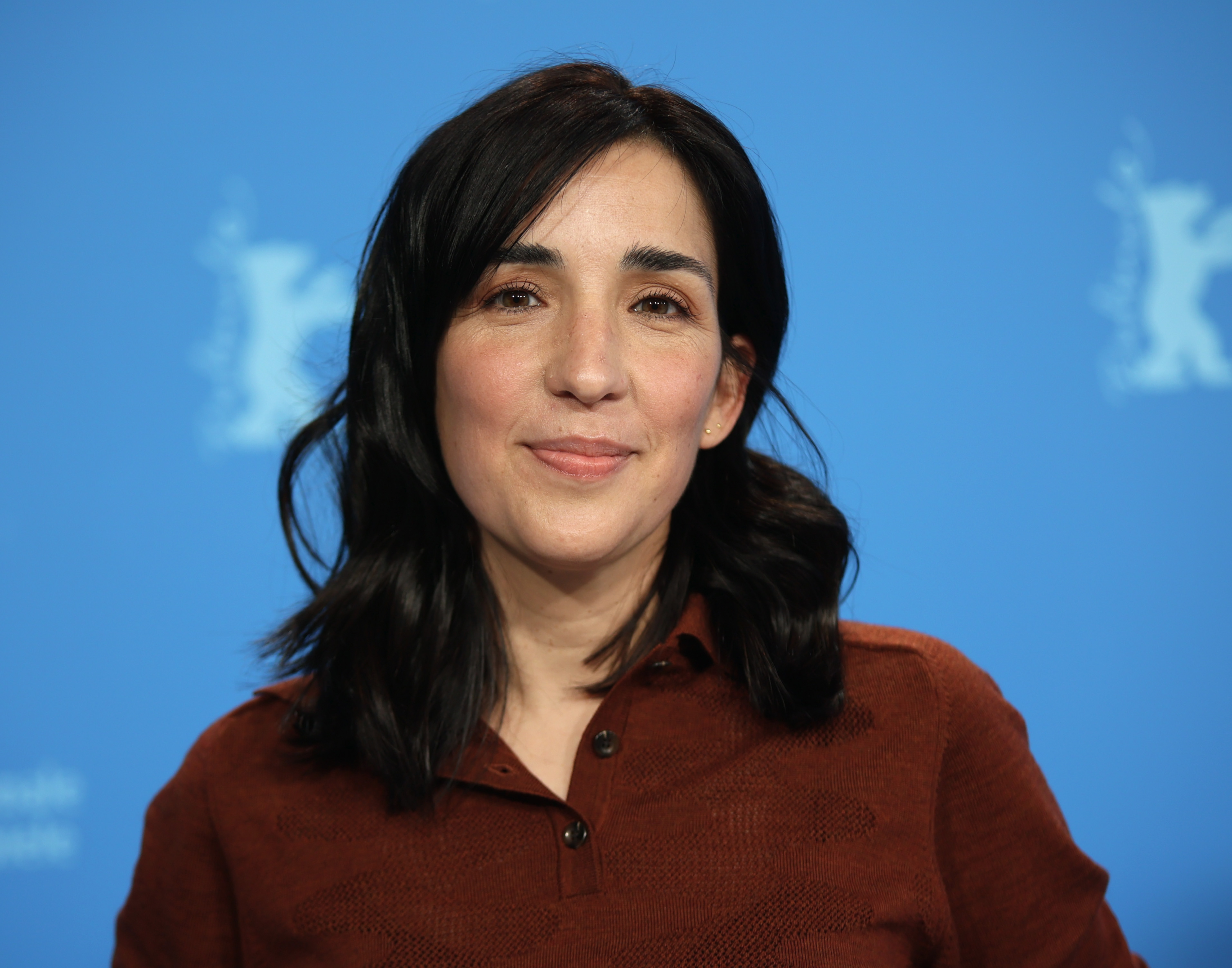
Alauda Ruiz de Azúa, directora de Cinco lobitos

Cinco lobitos es una película dramática dirigida por la cineasta vizcaína Alauda Ruiz de Azúa en 2022. Ganó la Biznaga de Oro a la Mejor Película Española en el Festival de Cine de Málaga, y su directora se alzó con el Premio al Mejor Guion. Las actrices Laia Costa y Susi Sánchez, ambas coprotagonistas, también recibieron el premio 'ex aequo' a la Mejor Actriz.

## Sinopsis
Amaia acaba de dar a luz y sale del hospital con su hija. Es madre primeriza y, por primera vez, se da cuenta de los cambios que va a conllevar ese nuevo bebé llamado Jone. En las primeras semanas, su pareja y sus padres la ayudan. Pero pronto sus padres se marchan y su pareja ha de ausentarse por motivos laborales. Agobiada por la incesante tarea de ser madre, Amaia decide ir a casa de sus padres, a un pueblo de la costa vasca, para que Begoña y Koldo la ayuden a cuidar a la niña. Sin embargo, la madre cae enferma y los papeles se invierten.

## Reparto
- Laia Costa: Amaia
- Susi Sánchez: Begoña
- Ramón Barea: Koldo
- Mikel Bustamante: Javi

## Premios
XXXVII edición de los Premios Goya
| Categoría                                  | Receptor(es)                                         | Resultado |
| ------------------------------------------ | ---------------------------------------------------- | --------- |
| Mejor película                             | Mejor película                                       | Nominada  |
| Mejor interpretación femenina protagonista | Laia Costa                                           | Ganadora  |
| Mejor interpretación masculina de reparto  | Ramón Barea                                          | Nominado  |
| Mejor interpretación femenina de reparto   | Susi Sánchez                                         | Ganadora  |
| Mejor actor revelación                     | Mikel Bustamante                                     | Nominado  |
| Mejor dirección novel                      | Alauda Ruiz de Azúa                                  | Ganadora  |
| Mejor guion original                       | Alauda Ruiz de Azúa                                  | Nominada  |
| Mejor dirección de producción              | María José Díez                                      | Nominada  |
| Mejor montaje                              | Andrés Gil                                           | Nominado  |
| Mejor fotografía                           | Jon D. Domínguez                                     | Nominado  |
| Mejor sonido                               | Asier González, Eva de la Fuente y Roberto Fernández | Nominados |

78.ª edición de las Medallas del Círculo de Escritores Cinematográficos
| Categoría               | Candidato           | Resultado |
| ----------------------- | ------------------- | --------- |
| Mejor película          | Mejor película      | Nominada  |
| Mejor actriz            | Laia Costa          | Nominada  |
| Mejor actor secundario  | Ramón Barea         | Nominado  |
| Mejor actriz secundaria | Susi Sánchez        | Ganadora  |
| Mejor guion original    | Alauda Ruiz de Azúa | Nominada  |
| Mejor fotografía        | Jon D. Domínguez    | Nominado  |
| Mejor montaje           | Andrés Gil          | Nominado  |
| Actor revelación        | Mikel Bustamante    | Nominado  |
| Directora revelación    | Alauda Ruiz de Azúa | Ganadora  |

67.ª edición de los Premios Sant Jordi
| Categoría         | Resultado |
| ----------------- | --------- |
| Mejor ópera prima | Ganadora  |

Otros premios
- Laia Costa gana el Premio Forqué a mejor actriz con Cinco lobitos
- Alauda Ruiz de Azúa el Premio al Cine en educación en valores
- Premios a Mejor película, Mejor actriz, Mejor guion, Premio del Público y del jurado joven en el Festival de Málaga 2022[11]
- Premio SIGNIS[12]
- Premio ASECAN Ópera Prima de la Sección Oficial de Largometrajes
- Premios FEROZ 2023 a la actriz protagonista, Laia Costa, actriz de reparto, Susi Sánchez y el mejor guion a Alauda Ruiz de Azúa[13]